# STS-135
STS-135 (ISS assembly flight ULF7) là phi vụ cuối cùng của tàu con thoi Hoa Kỳ. Phi vụ STS 135 là phi vụ cuối cùng của tàu con thoi Atlantic nói chung và của cả phi đội con thoi của NASA nói riêng. Tàu Atlantic được phóng vào ngày 8 tháng 7 năm 2011 và hạ cánh vào ngày 21 tháng 7 năm 2011. Với 4 phi hành gia thì phi vụ STS-135 được xem là phi vụ có phi đội ít người nhất kể từ tháng 4 năm 1983. Nhiệm vụ trong lần bay vào không gian này của Atlantic là vận chuyển và ghép nối modules Multi-Purpose Logistics Module (MPLM) Raffaello và một Lightweight Multi-Purpose Carrier (LMC) cho Trạm Vũ trụ Quốc tế..

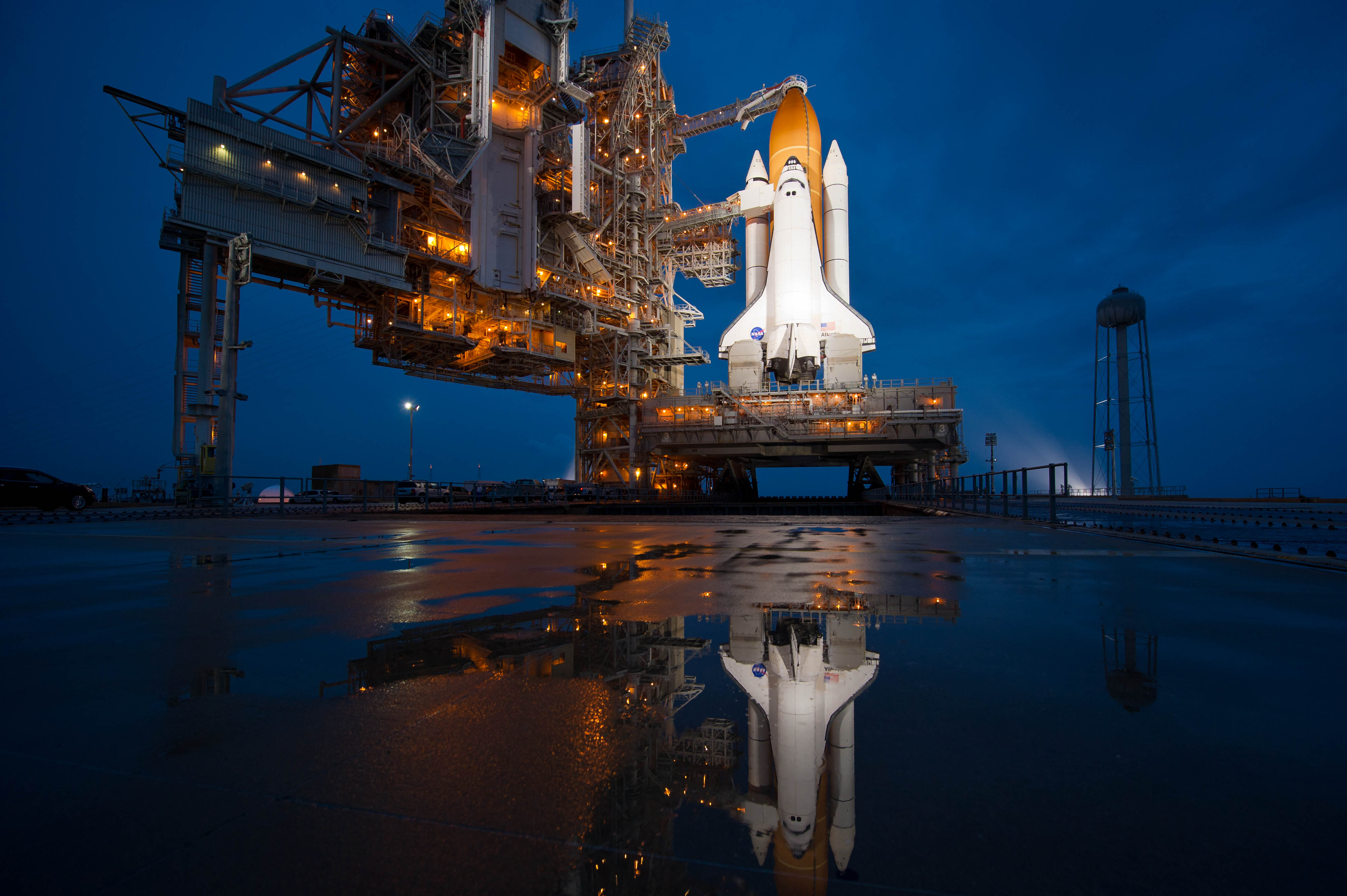
STS-135 trên bệ phóng
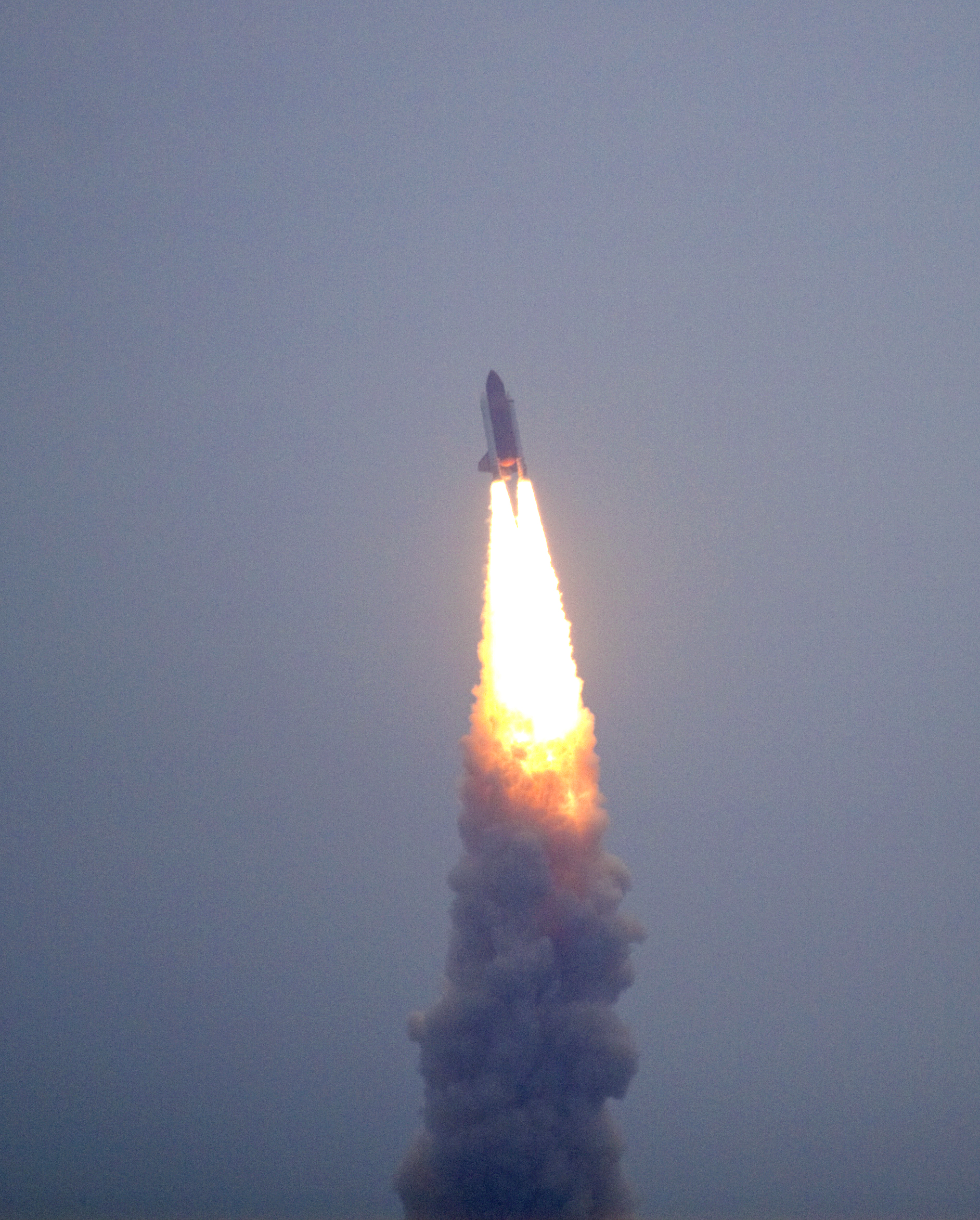
STS-135 được phóng lên
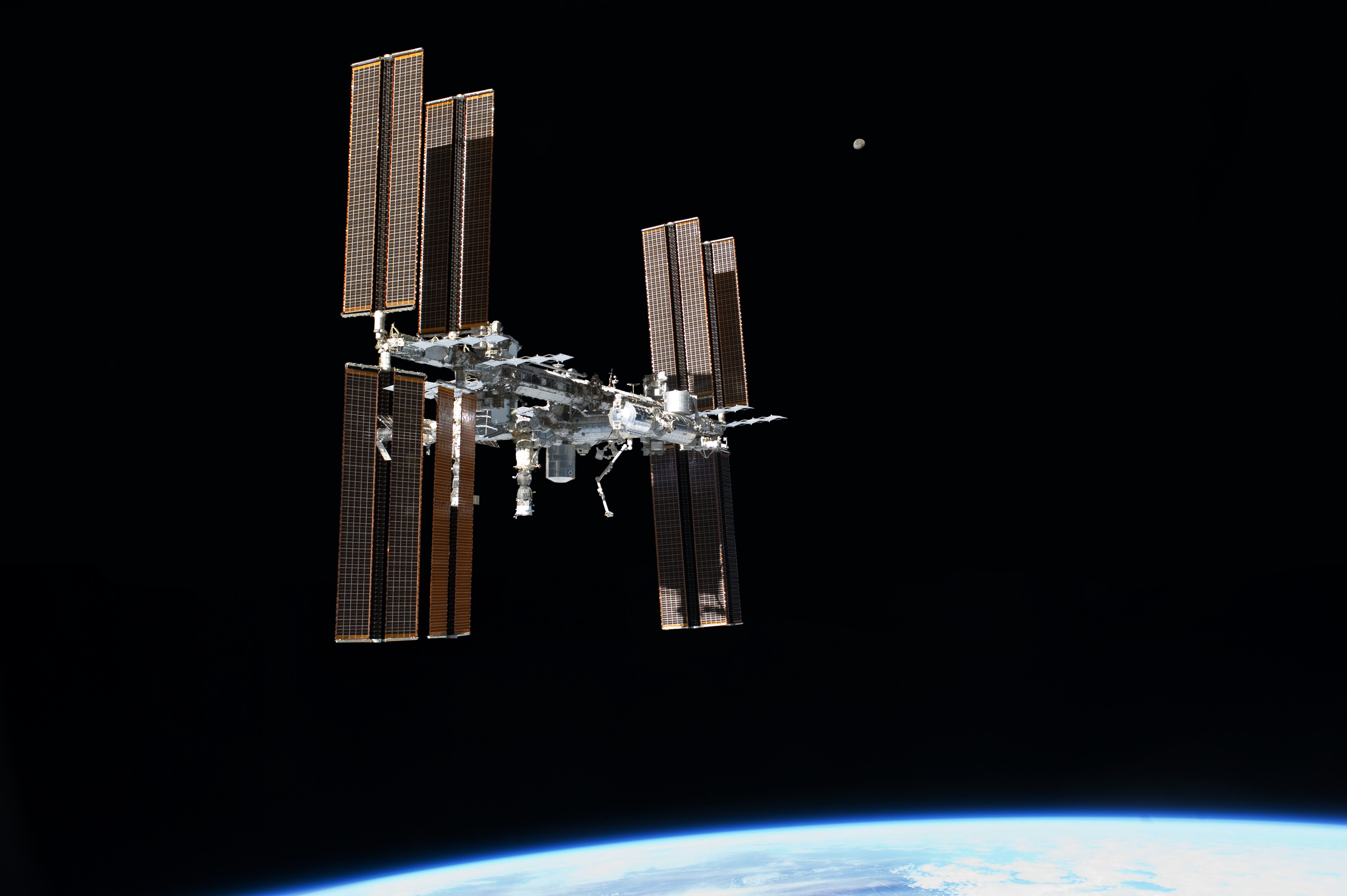
Tiếp cận Trạm vũ trụ Quốc tế
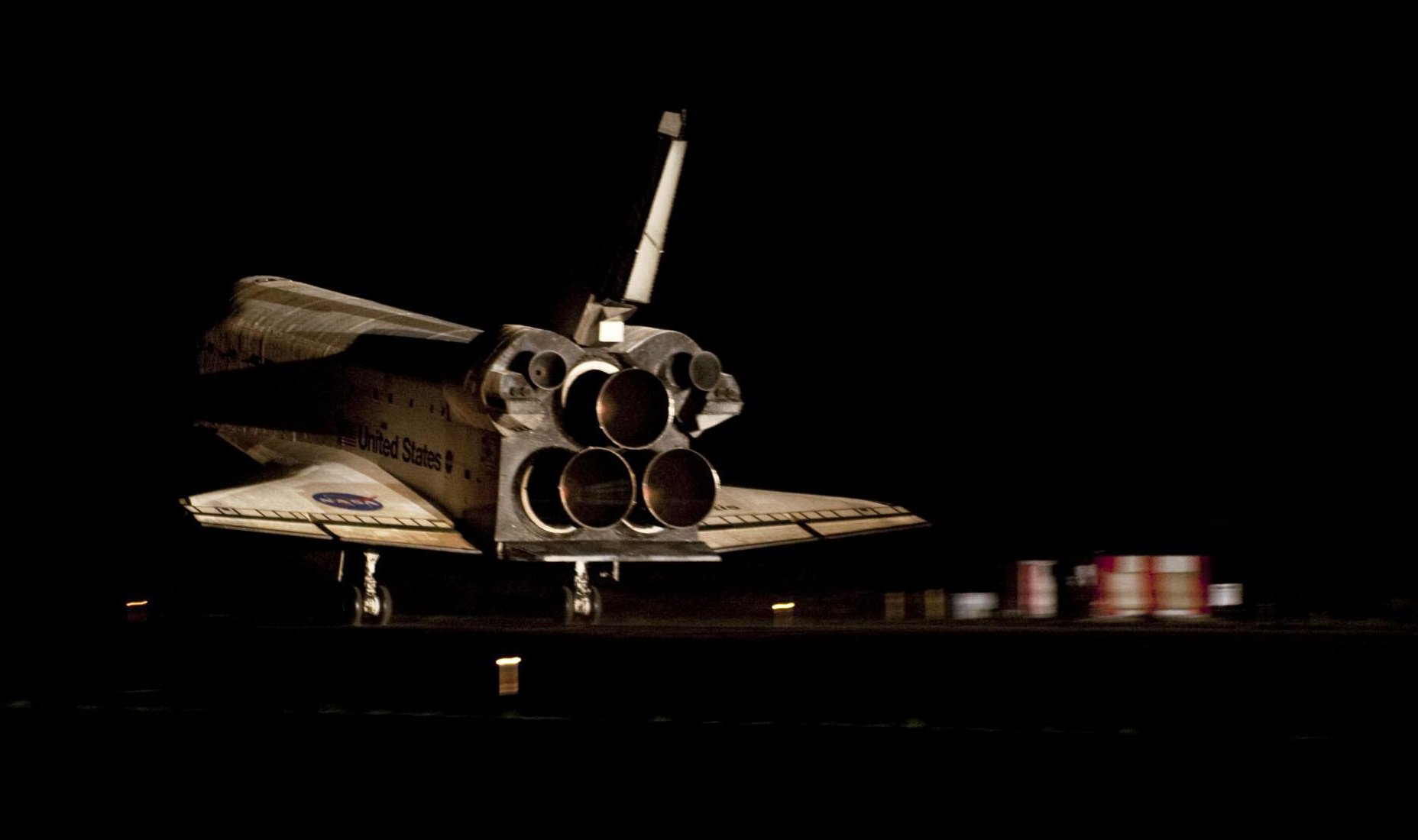
STS-135 hạ cánh